# Mandevilla widgrenii
Mandevilla widgrenii là một loài thực vật có hoa trong họ La bố ma. Loài này được C.Ezcurra mô tả khoa học đầu tiên năm 1990.